# Nucleus RTOS
Nucleus RTOS（ニュークリアス アールティーオーエス） は、米国のソフトウェア企業、メンター・グラフィックスの組み込みシステム部門が各種CPUプラットフォーム向けに開発したリアルタイムオペレーティングシステム (RTOS) とツール群である。組み込み用ミドルウェアを含む組み込みソリューションの一部となっている。
開発は Windows または Linux が動作するホストマシンで行われるのが一般的である。各種対象CPUアーキテクチャ上で動作するようクロスコンパイルでき、EDGE SimTest 経由で実際の基板やシミュレータを使ってテストする。
Nucleus RTOS は、家電機器、セットトップボックス、携帯電話、その他の携帯機器などの組み込み向けに設計されている。コードとデータを含めて、最低13KBで動作可能である。このメモリ使用量の少なさが重要な長所となっている。

## コンポーネント
カーネル
- リアルタイム・カーネル
- C++およびPOSIXインタフェース
- 動的ダウンロード
- プロセッサ間通信
- クローズドソース（ただし、購入すればソースコードを入手でき、完全にクローズドなOSよりもデバッグが容易である）
- ロイヤリティフリー

入出力
- USB 2.0 ホスト
- Function スタックおよび On-The-Go (OTG) スタック
- クラスドライバ
- マルチメディア転送（MTPとPictBridge）
- PCI と PCI-X
- CAN と CANopen

ネットワーク
60以上のネットワークドライバとプロトコルを用意（TCP/IP スタック、IPv6、IEEE 802.11 など）。
ファイルシステム
- FAT
- ISO 9660 CD-ROM
- 仮想ファイルシステム API

グラフィックス
- 低レベルレンダリング
- 完全なマルチウィンドウシステム

セキュリティ
暗号化、ハッシュ、署名といったアルゴリズム、および鍵交換プロトコル。

## Nucleus RTOS を使っている製品
メンター・グラフィックスは、世界中の1000以上の企業にこのソフトウェアを提供している。以下に挙げたものは Nucleus を使った製品のごく一部である。
- ハネウェルは航空分野における Critical Terrain Awareness Technology に Nucleus RTOS を使っている。
- IVL Technologies の On-key Karaoke Handheld Player は Nucleus PLUS カーネルを使っている[1]。
- Logitech Pocket Video（ポータブルデジタルビデオカメラ）
- SKテレコムは韓国初のCDMA技術の商用化にあたって Nucleus RTOS を使用した。
- NECアメリカの携帯電話 535M
- ASC の Multi-Service Family [2]
- テキサス・インスツルメンツも組み込み機器の一部に Nucleus を使っている。
- Telephonics は米空軍の C-130 アビオニクス近代化プログラムで Nucleus を使った。また、767 Tanker プログラムでの航空通信システムにも使っている[3]。
- Garmin の航空用GPS CNX80[4]
- モトローラ、サムスン、LG、シーメンス、NEC の携帯電話
- Intellon HomePlug AV
- Crestron Electronics の制御システムプロセッサ[5]
- BSS Audio の Soundweb London シリーズ[6]
- Creative Zen シリーズの後期モデル
- Appleの iPhone で使われている Infineon S-Gold2 ベースバンドチップ
- Metrotech i5000 Utility Locating System[7]

## 競合オペレーティングシステム
- VxWorks
- Microsoft Windows CE - Nucleus RTOSと組み合わせて利用されることもある。
- QNX
- LynxOS
- ITRON - ITRONはあくまでも仕様にすぎず、Nucleus RTOSにμITRON仕様準拠のAPIを実装した「Nucleus μiPLUS」が利用されることも多く、両者は単純な競合関係とは言いがたい。
- μClinuxカーネルのOS